# Шкільний страйк заради клімату

Кількість учасників шкільного страйку заради клімату по країнам

Шкільний страйк заради клімату, також відомий як П'ятниці за майбутнє (Fridays for Future), Молодь за клімат (Youth for Climate) та Молодіжний страйк за клімат (Youth Strike 4 Climate) ― це міжнародний рух школярів, які вирішують не відвідувати заняття, а замість цього брати участь у демонстраціях, щоб вимагати заходів для запобігання подальшому глобальному потеплінню та зміні клімату. Широка організація та популіризація компанії розпочалися, коли кліматична активістка Ґрета Тунберг влаштувала акцію у серпні 2018 року під шведським парламентом (Риксдагом), тримаючи плакат з написом: "Skolstrejk för klimatet " ("Шкільний страйк заради клімат").

## Кліматичний страйк 2015
У 2015 році незалежна група студентів запросила студентів по всьому світу пропустити школу в перший день Конференції ООН з питань клімату, Кліматичної конференції ООН.
30 листопада, в перший день конференції в Парижі, у більш ніж 100 країнах було організовано "Кліматичний страйк", у якому взяло участь понад 50000 осіб.
Рух зосередився на трьох вимогах: 100% чистої енергії, збереження викопного палива в землі, а також допомога кліматичним біженцям.

## Ґрета Тунберґ та інші ранні страйки в 2018 році

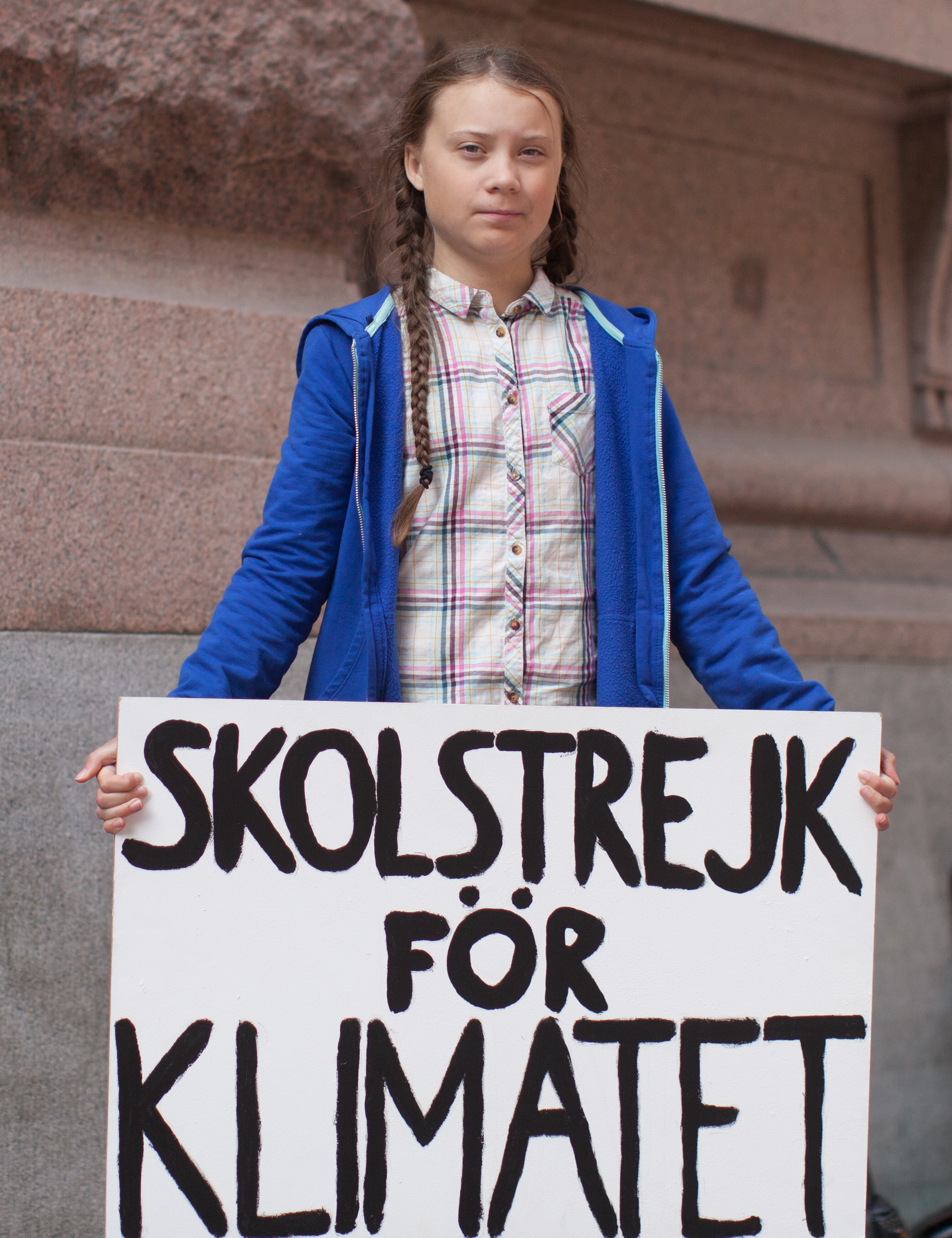
Грета Тунберг перед шведським парламентом у Стокгольмі,
серпень 2018 року

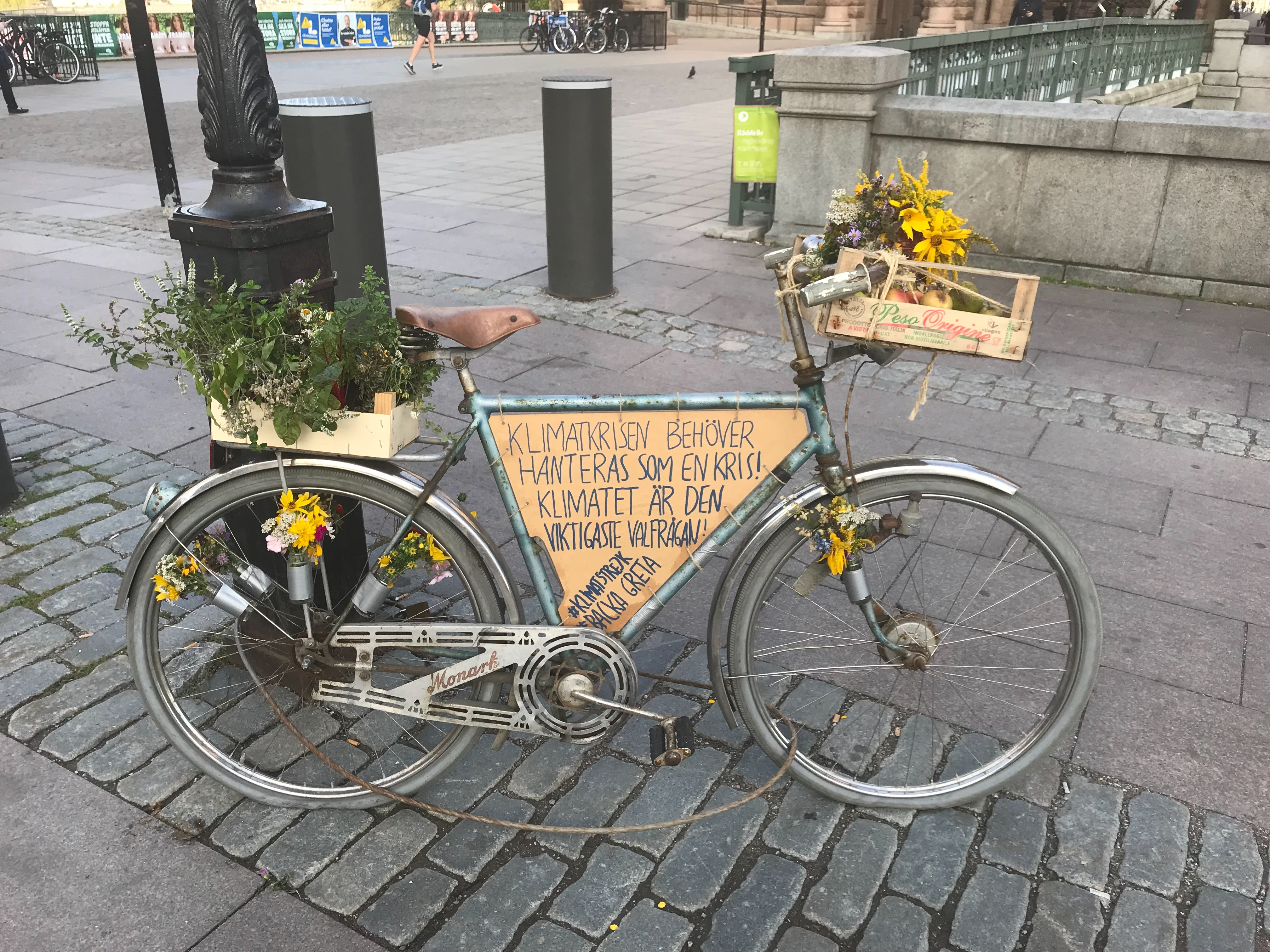
Велосипед Грети Тунберг у Стокгольмі 11 вересня 2018 року: "Зміна клімату повинна розглядатися як криза! Клімат - найважливіше питання виборів!"

20 серпня 2018 року шведська активістка з питань клімату Ґрета Тунберґ  у дев'ятому класі вирішила не відвідувати школу до загальних виборів у Швеції 2018 року 9 вересня після спеки і лісових пожеж у Швеції. Ґрета повідомила, що вона була натхнена підлітковими активістами у вищій школі Marjory Stoneman Douglas у Паркленді, штат Флорида, який організував «Марш за наші життя». Тунберг протестувала, сидячи біля Риксдагу кожен день під час навчальних годин з табличкою "Skolstrejk för klimatet" ("шкільний страйк за клімат"). Серед її вимог був заклик до шведського уряду зменшити викиди вуглецю відповідно до Паризької угоди. 7 вересня, безпосередньо перед парламентськими виборами у Швеції, вона оголосила, що продовжуватиме страйк кожну п'ятницю, доки Швеція не приєднається до Паризької угоди. Ґрета вигадала гасло FridaysForFuture, яке привернуло всесвітню увагу, надихаючи школярів та студентів по всьому світу взяти участь у студентських страйках.

## Наступні події

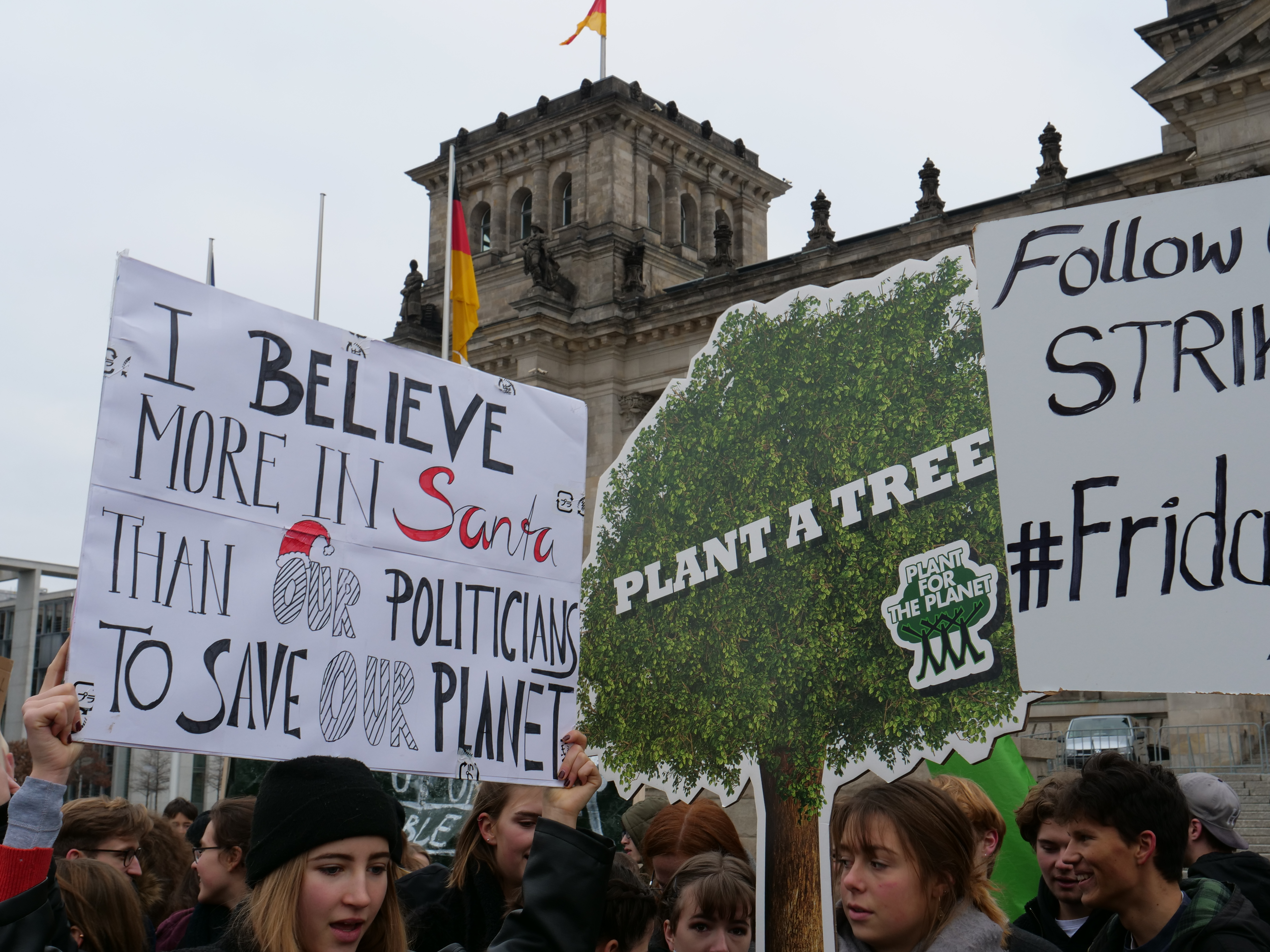
Протест "FridaysForFuture" у Берліні 14 грудня 2018 року.

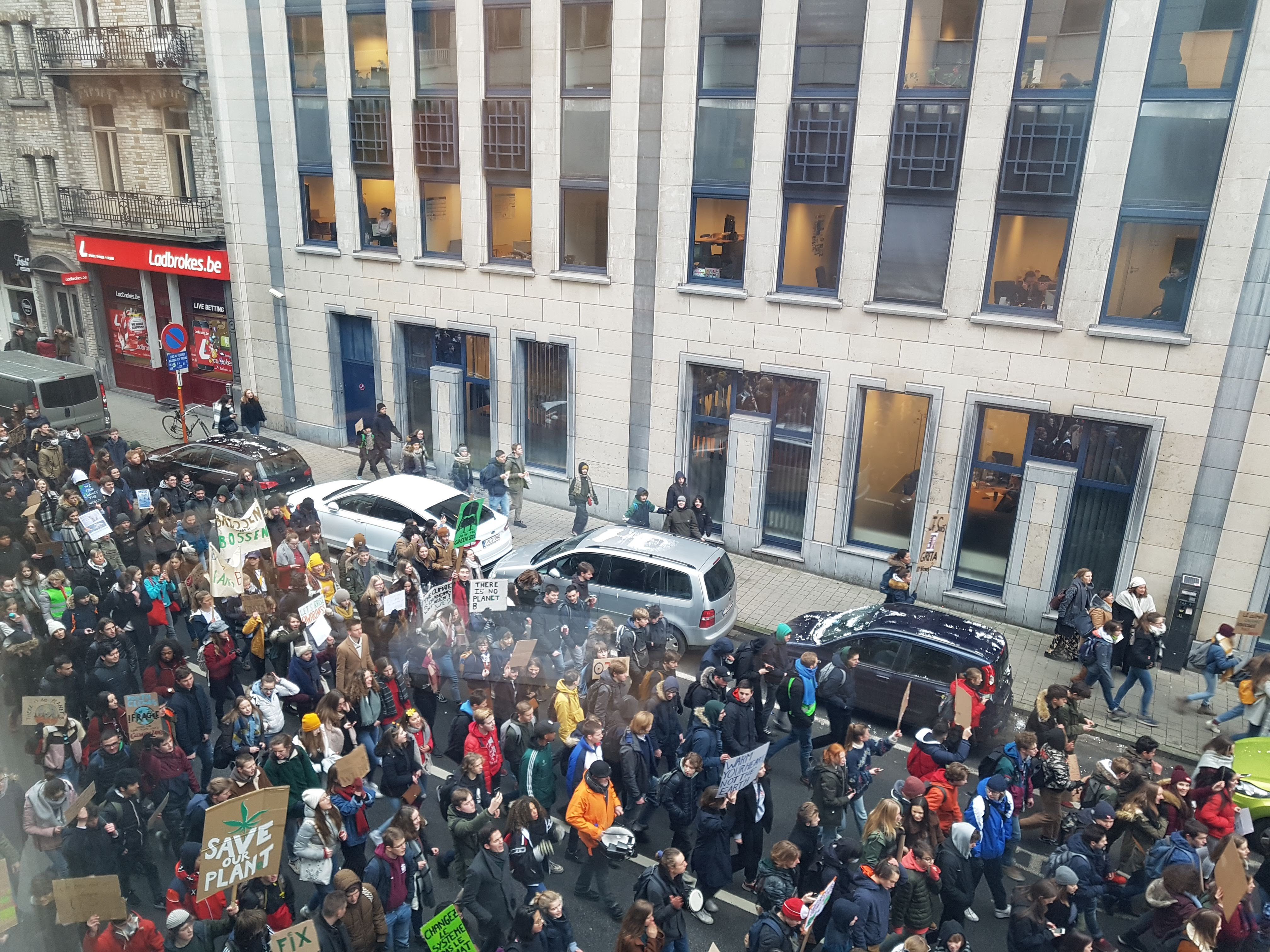
Брюссель, 24 січня 2019 року

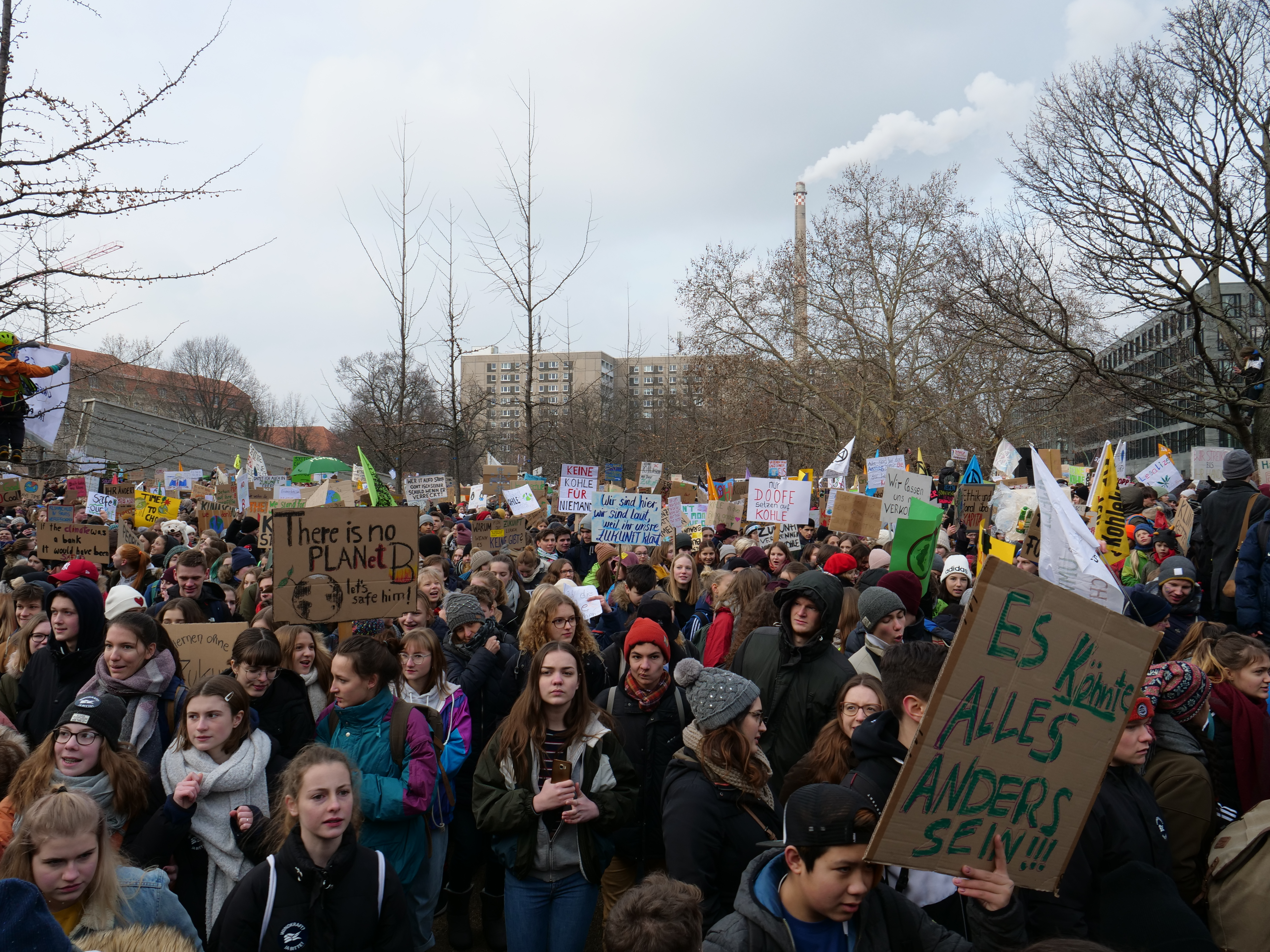
Берлін, 25 січня 2019 року

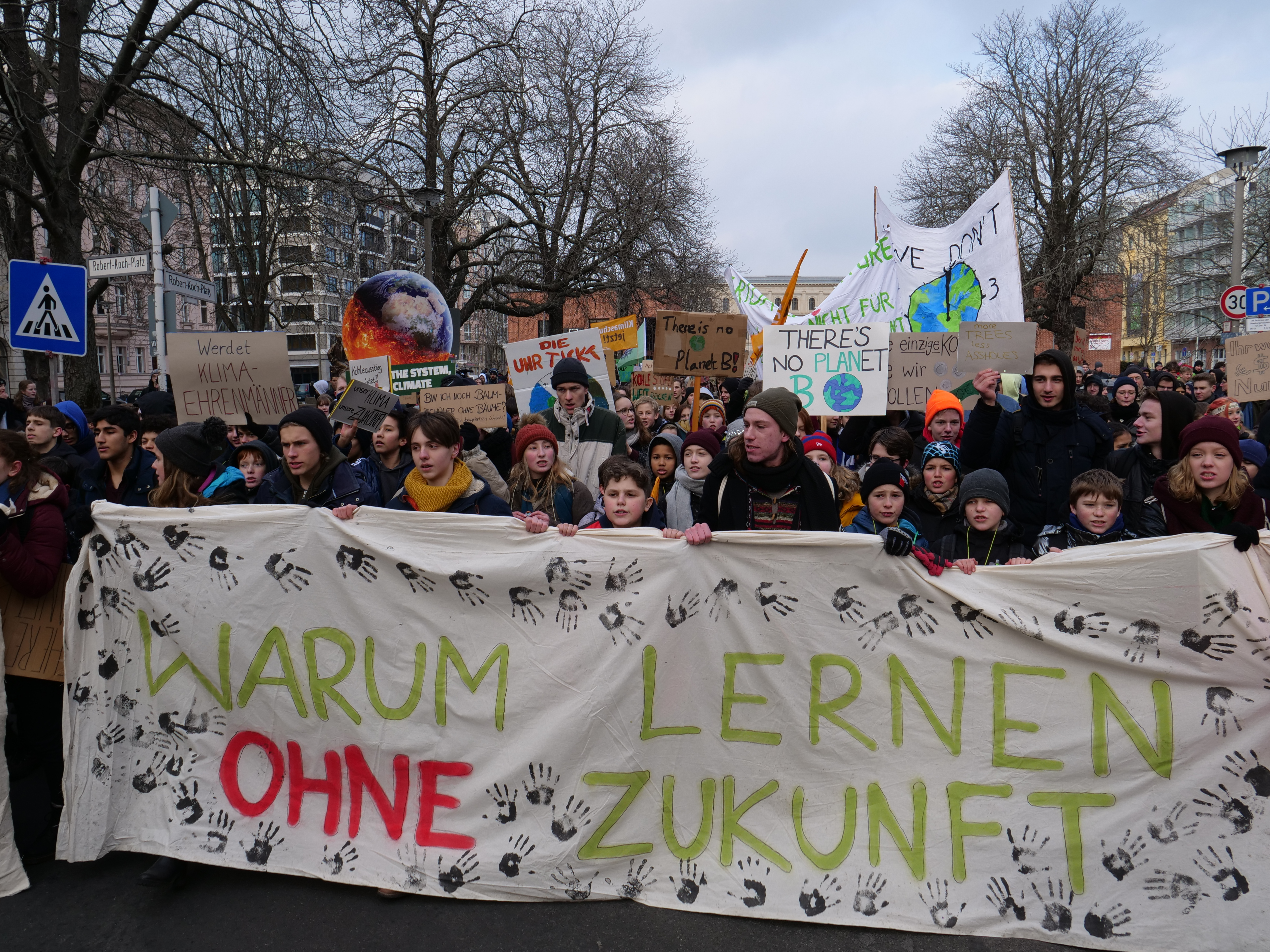
Банер «Чому вчитися без майбутнього» (Берлін, 25 січня 2019)

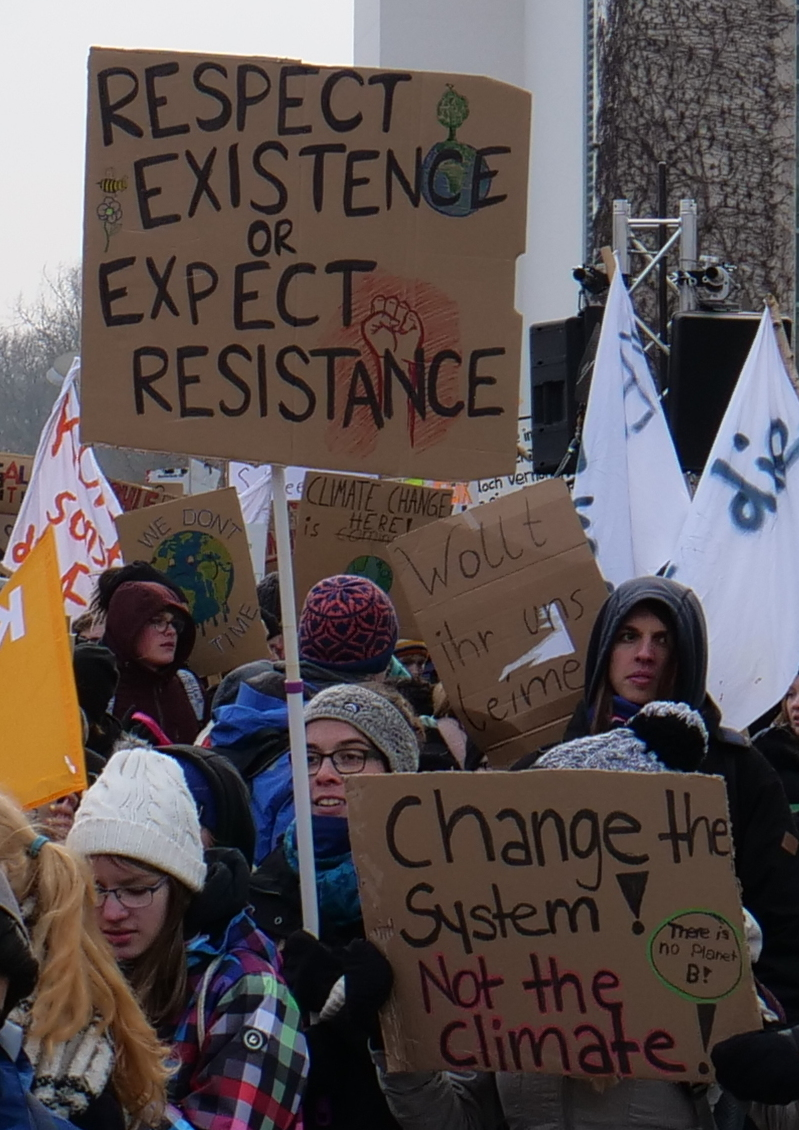
Плакати "Поважайте існування або очікуйте опору" і "Зміни систему, а не клімат!" (Берлін, 25 січня 2019)

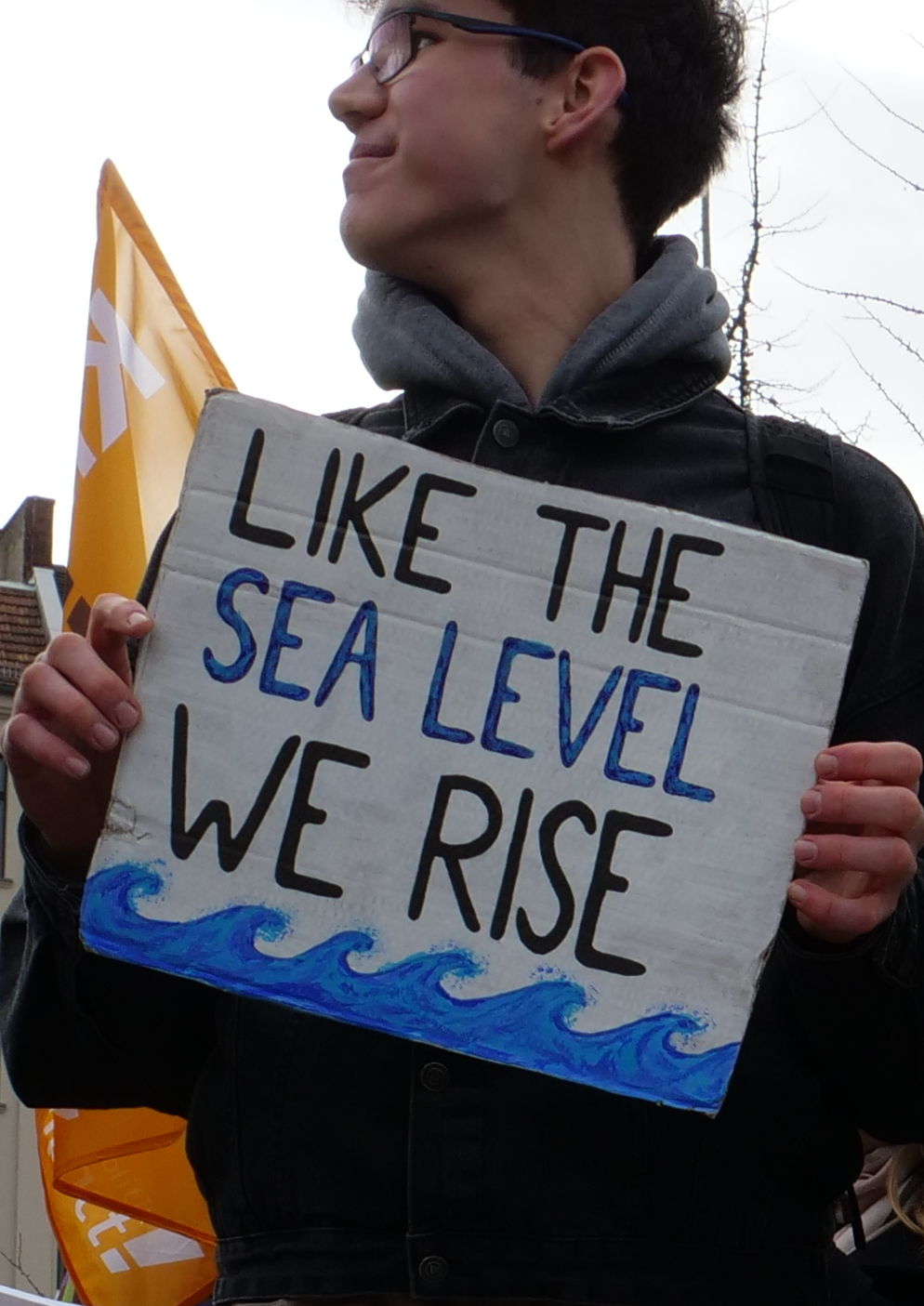
Плакат "Ми піднімаємось як рівень моря", Берлін, 8 лютого 2019 року

Починаючи з листопада 2018 року страйки почали організовуватися по всьому світу, натхненні поглядами Ґрети Тунберг. В Австралії тисячі студентів страйкували по п'ятницям, ігноруючи заклик прем'єр-міністра Скотта Морісона до "більше навчання в школах і менше активності". У грудні страйки продовжувалися у приблизно 270 містах  в країнах, включаючи Австралію, Австрію, Бельгію, Канаду, Нідерланди, Німеччину, Фінляндію, Данію, Японію, Швейцарію, Велику Британію та Сполучені Штати., що було активізовано конференцією COP24 щодо зміни клімату в Катовицях, Польща.
У 2019 році до перелічених вище країн приєдналися інші, серед яких Колумбія, Нова Зеландія і Уганда. Масові страйки відбулися 17 і 18 січня 2019 року, лише у Швейцарії та Німеччині близько 45000 студентів протестували проти недостатньої політики щодо глобального потепління. У деяких країнах, у тому числі у Німеччині та Великій Британії, учні вимагали зміни закону стосовно скорочення віку голосування до 16 років, щоб вони могли впливати на громадські вибори на користь молоді.
Бельгійський міністр охорони навколишнього середовища Фландрії, Джоке Шавліге, подав у відставку 5 лютого 2019 року, після того, як він заявив, що протести - це «установка» і «більше, ніж спонтанні дії солідарності». Активно брали участь у цьому русі у Бельгії Ануна де Вевер, Кіра Гантуа та Аделаїда Шарльє
У Великій Британії 13 лютого 2019 року, після відкритих листів на підтримку суспільно-політичного руху "Повстання проти вимирання" ("Extinction Rebellion") у 2018 році, 224 науковці підписали відкритий лист, який надав "повну підтримку студентам", які відвідують Шкільний страйк зради клімату. У п'ятницю, 15 лютого, відбулося понад 60 заходів у містах Великої Британії, охоплюючи близько 15 000 учасників.
21 лютого 2019 року Президент Європейської Комісії Жан-Клод Юнкер заявив про свій намір витратити сотні мільярдів євро на пом'якшення наслідків зміни клімату, що становитиме чверть бюджету ЄС. Про це він заявив в промові поруч з Ґретою Тунберг, і засоби масової інформації приписали руху шкільних страйків провокуюче оголошення.
5 березня 2019 року 700 німецьких дослідників підписали петицію на підтримку шкільних страйків у країні.

### Глобальний кліматичний страйк заради майбутнього 15 березня 2019 року

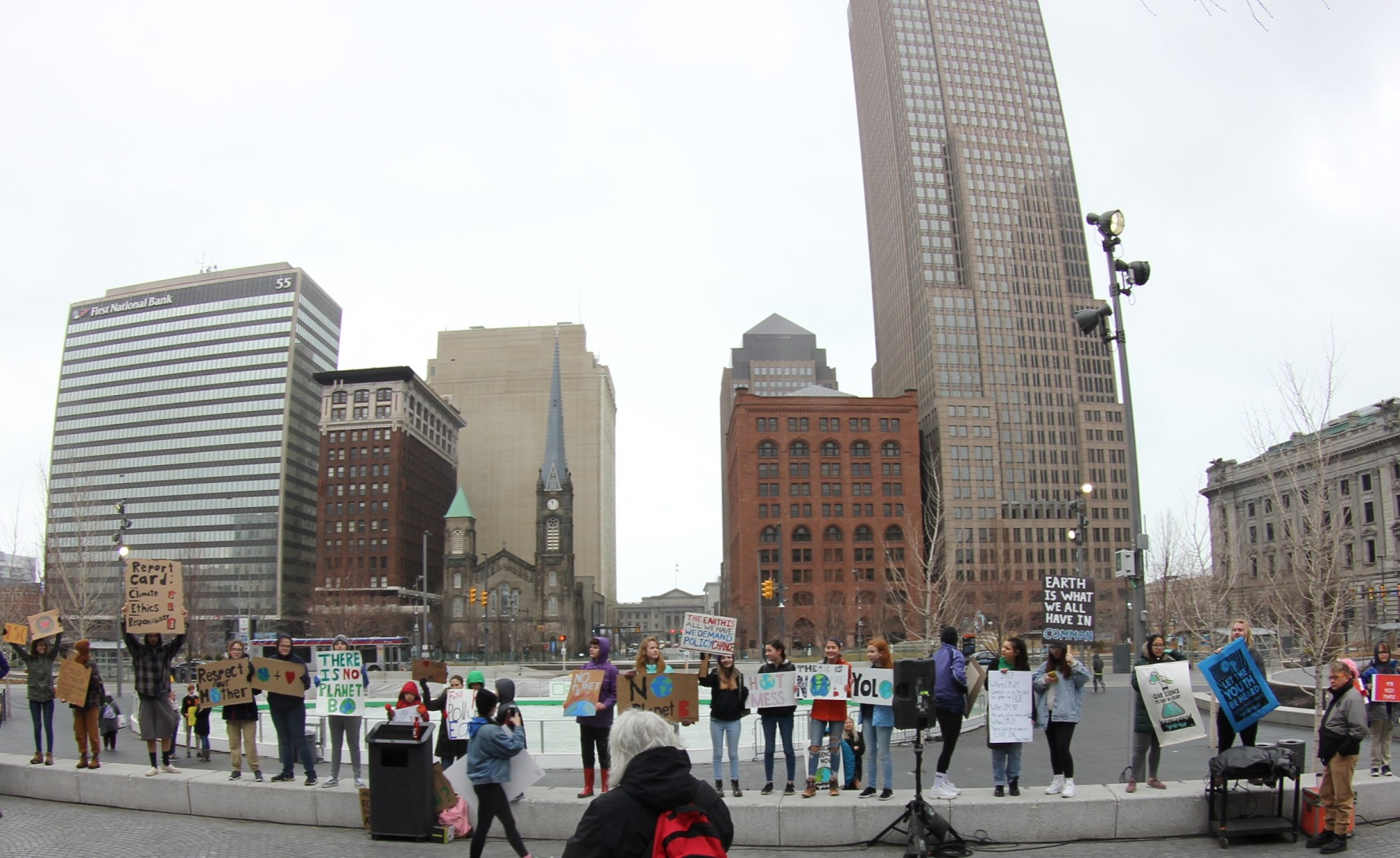
Шкільний страйк у Клівленді, 15 березня 2019 року

15 березня 2019 року шкільні страйки, які закликали дорослих взяти на себе відповідальність і зупинити зміну клімату, почали відбуватися у більш ніж 2000 містах по всьому світу. За винятком Антарктиди, де немає шкіл, за оцінками, у заходах взяли участь 1,4 млн. учнів з усього світу. У Антарктиці принаймні сім вчених провели підтримку мітингу на Неймайєрському вокзалі III Інституту Альфреда Вегенера.
З 1 березня 2019 року 150 студентів з глобальної координаційної групи молоді, у тому числі Тунберг, опублікували відкритий лист в The Guardian, де було сказано:
День Глобального кліматичного страйку заради майбутнього повинен був стати найпоширенішим із страйків, де десятки тисяч дітей принаймні в 100 країнах і понад 35 штатах США виходили зі школи, з підтримкою деяких найбільших екологічних груп у світі. Керівний сайт страйку FridaysForFuture.org нарахував 1659 подій, запланованих у 106 країнах.
У Шотландії міські ради Глазго, Едінбургу, Хайленд і Файф давали дозвіл дітям відвідувати страйки. У Фінляндії листи згоди батьків були направлені до шкіл а у фінському місті Турку шкільна рада заявила, що діти мають конституційне право брати участь у страйках.
За інформацією організаторів, події відбувалися у близько 125 країнах, охоплюючи близько 2200 подій у всьому світі. У Німеччині понад 300000 учнів страйкували у 230 містах, і понад 25000 учасників вийшло у Берліні. В Італії понад 200000 студентів ( 100000 у Мілані за даними організаторів), у Монреалі більше ніж 150000 осіб, у Стокгольмі від 15000 до 20000, у Мельбурні 30000, у Брюсселі 30000, і Мюнхені 8000 осіб приєдналося до акції. Інші міста включали Париж, Лондон, Вашингтон, Рейк'явік, Осло, Гельсінкі, Копенгаген і Токіо.

## Україна
Українські активісти вийшли підтримати рух за збереження клімату в Києві, Харкові, Дніпрі, Миколаєві, Запоріжжі, Тернополі та Львові. Одним з найвпливовіших представників руху в Україні є Ільєсс Ель Кортбі.

## Реакції керівників шкіл і політиків
Страйки також піддавалися критиці від політиків консерваторів у Сполученому Королівстві та Австралії. Прем'єр-міністр Сполученого Королівства Тереза Мей розкритикувала страйки за марний пропуск уроків і часу навчання. Прем'єр-міністр Австралії Скотт Моррісон закликав до "більшого навчання і меншої активності". Міністр освіти Австралії Дан Техан припустив, що якщо школярі відчувають сильну думку про причину, то вони повинні протестувати у власний час увечері або у вихідні дні.
У Новій Зеландії реакція політиків, лідерів громад та шкіл була неоднозначною. Студентам погрожували, що деякі керівники позначатимуть шкільників, як прогульників за відвідування страйку без дозволу батьків або школи. Джудіт Коллінз і декілька інших членів парламенту відкинули вплив страйку, а міністр з питанная Зміни Клімату Джеймс Шоу висловив підтримку, зазначивши, що мало уваги буде приділятися протестуючим у вихідні дні.
15 березня Генеральний секретар ООН Антоніу Гутерріш прийняв страйкуючих, зізнаючись, що «Моє покоління не спромоглося належним чином відповісти на драматичні виклики зміни клімату. Це відчувається молодими людьми. Не дивно, що вони гніваються." Гутерріш вже запросив світових лідерів на саміт ООН у вересні 2019 року, щоб більш рішуче взяти на себе зобов'язання щодо політичних рамок, викладених Паризькою угодою.

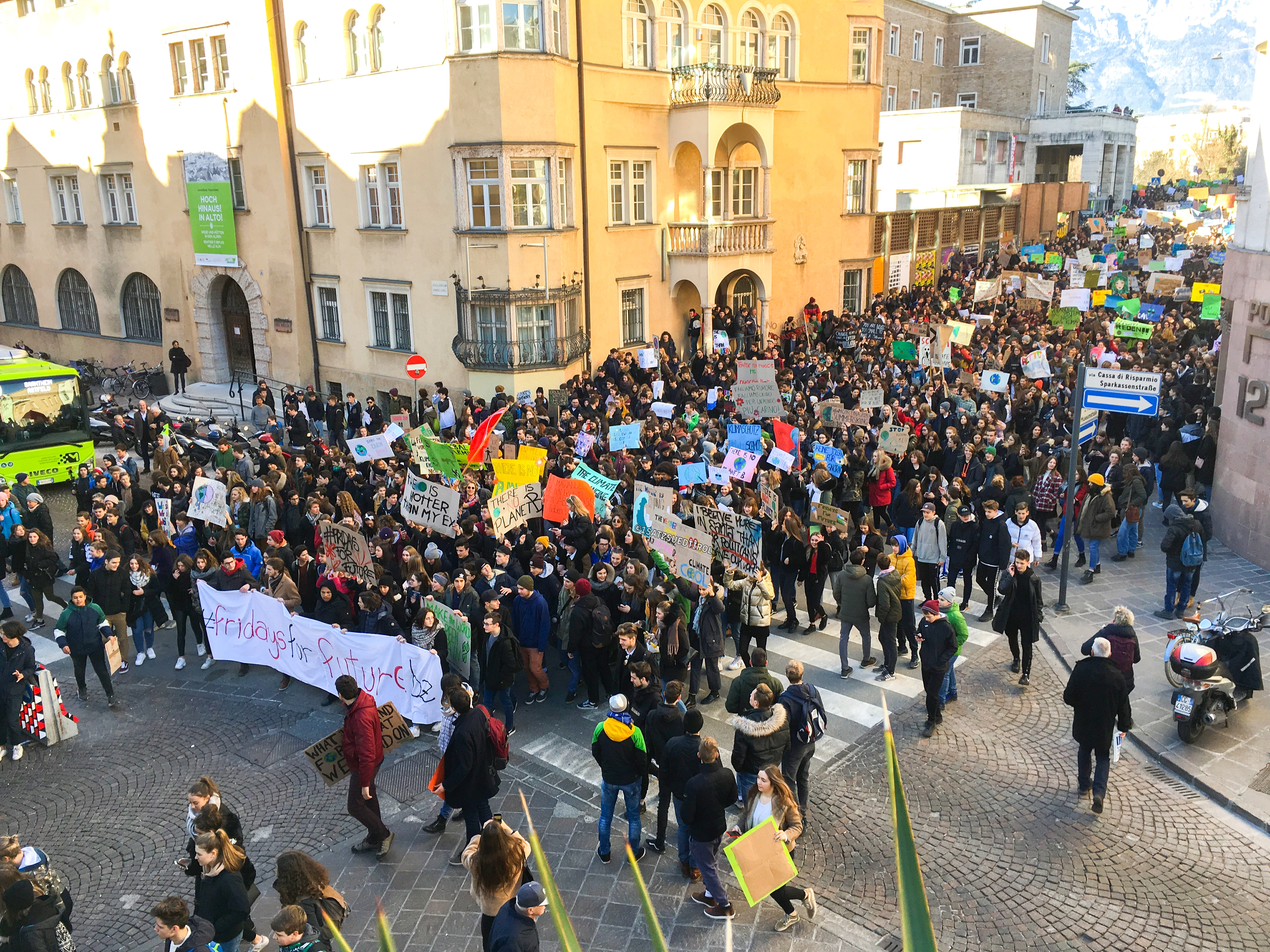
Больцано, 15 лютого 2019 року

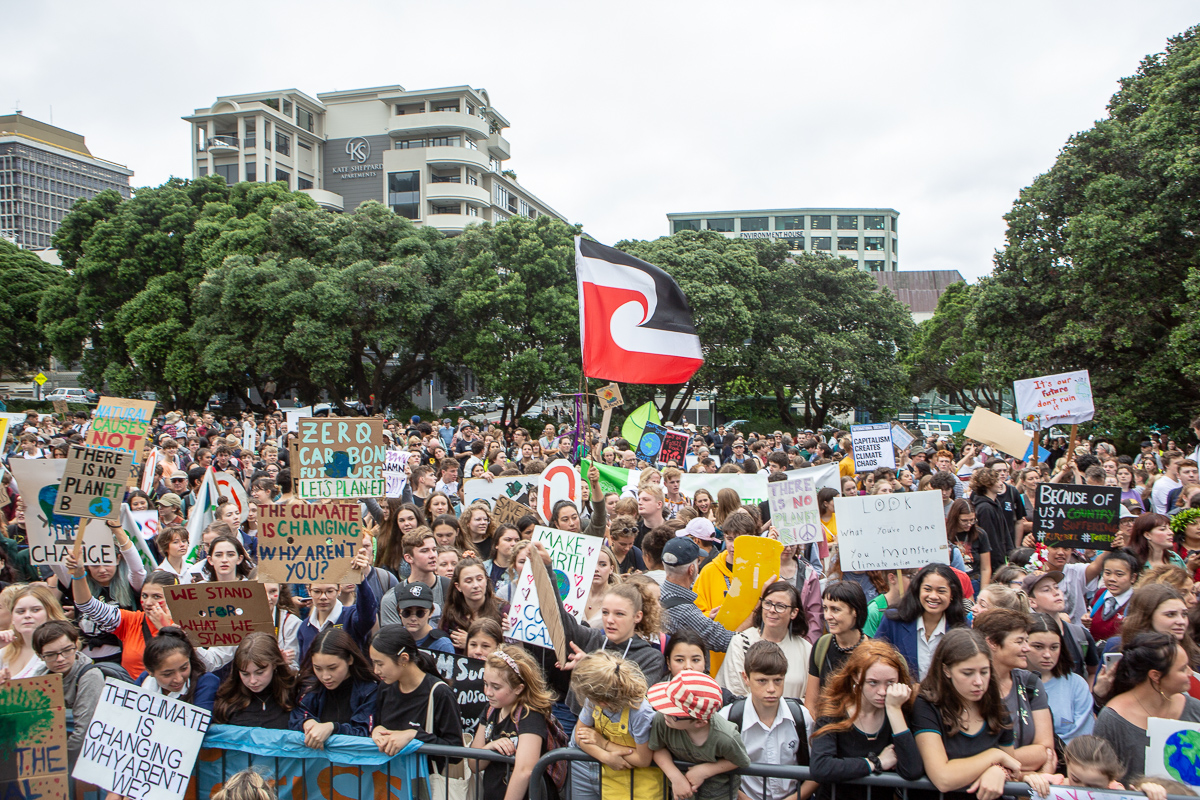
Шкільний страйк заради клімату в Веллінгтоні, 15 березня 2019 року

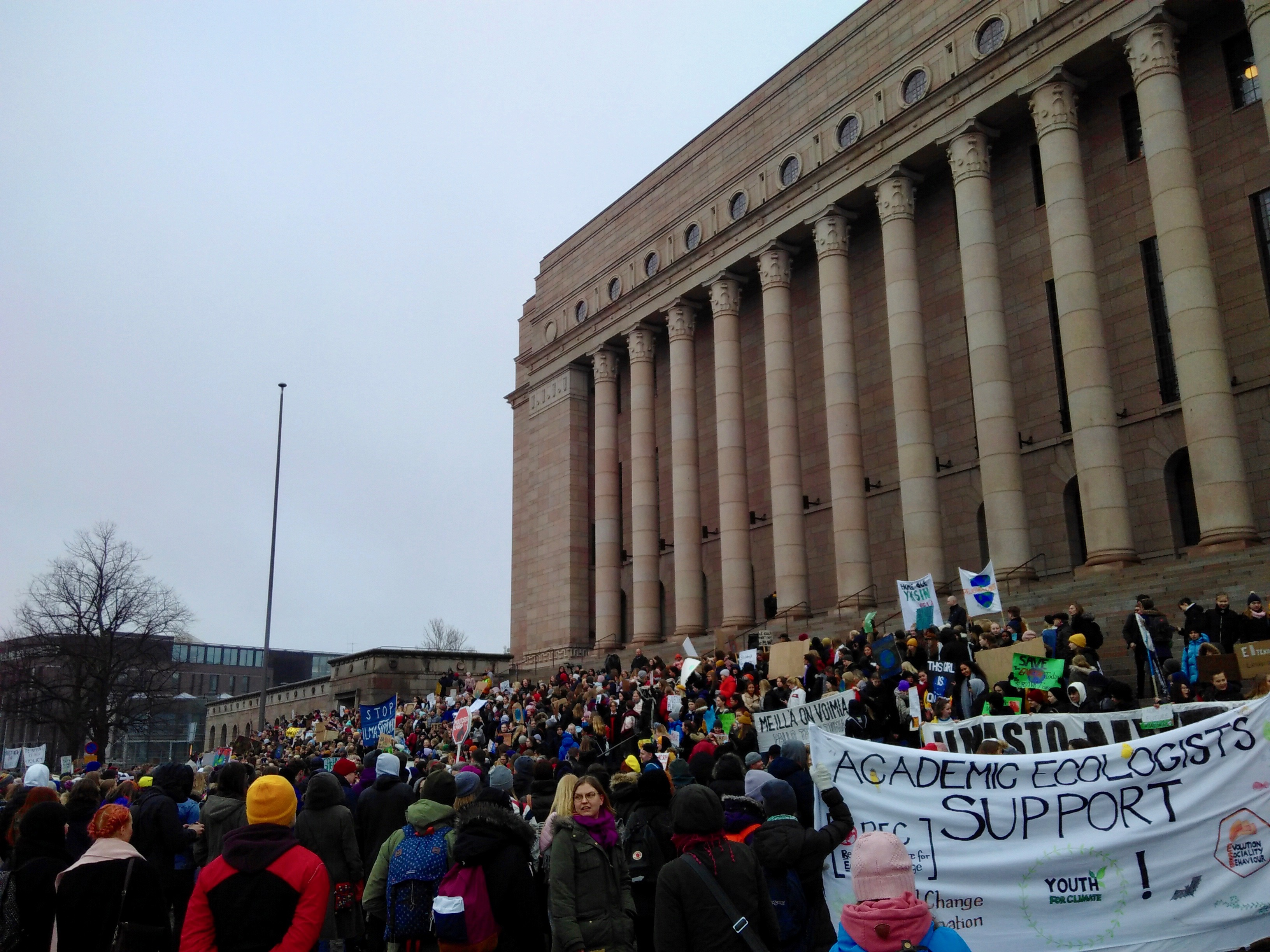
Шкільний страйк заради клімату перед будинком Парламенту, Гельсінкі, 15 березня 2019 року

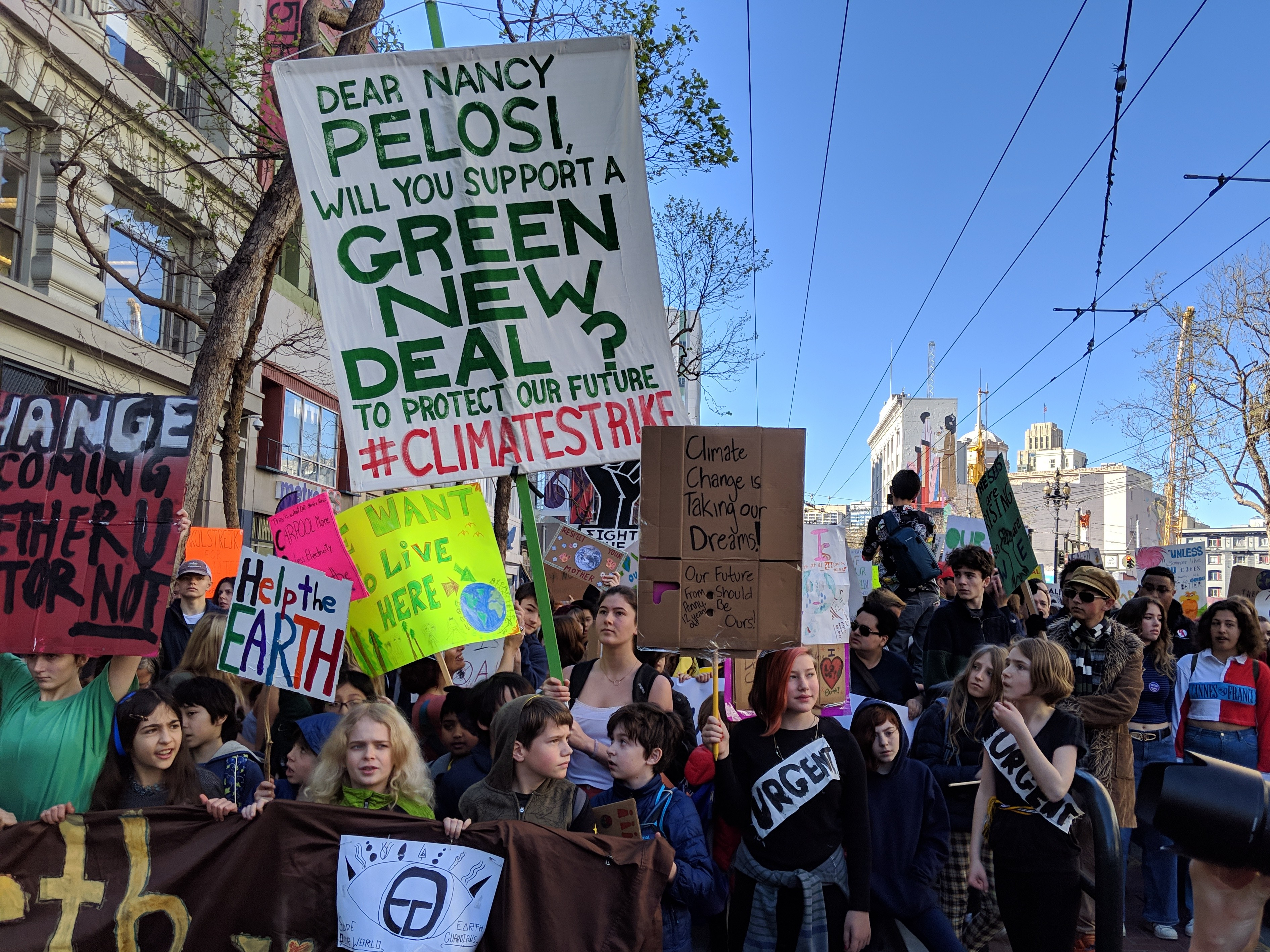
Шкільний страйк у Сан-Франциско 15 березня 2019 року

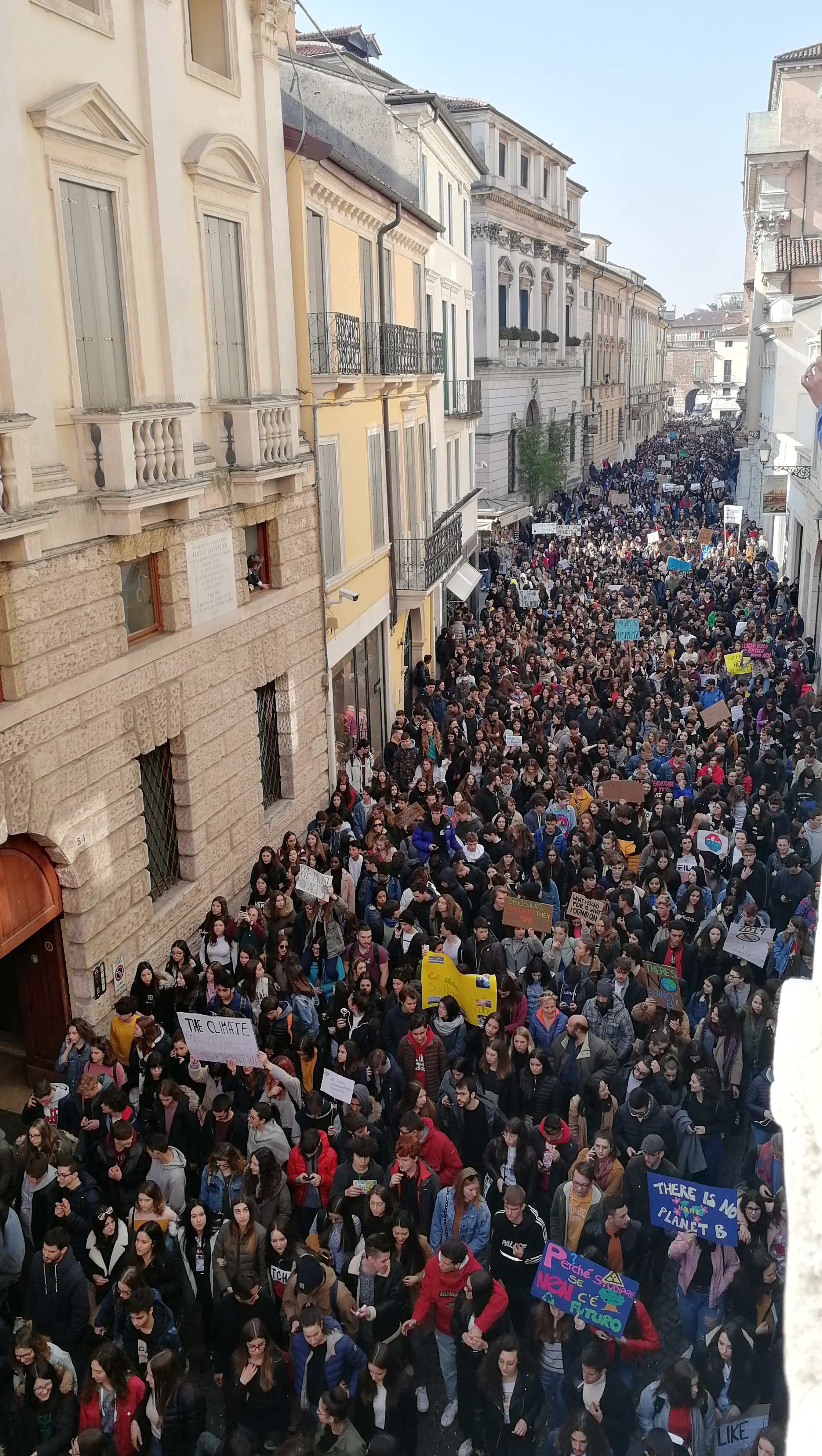
Віченца, 15 березня 2019 року